# Akredytacja w ochronie zdrowia
Akredytacja w ochronie zdrowia (łac. accredito, zawierzyć, zaufać; od łac. credo, wiara) – system oceny poziomu opieki zdrowotnej. Termin „akredytacja” w odniesieniu do organizacji świadczących opiekę zdrowotną oznacza dobrowolny, usystematyzowany proces oceny, nakierowany na stymulowanie poprawy jakości i bezpieczeństwa tej opieki, prowadzony przez niezależnych wizytatorów.
Cechy większości programów akredytacyjnych:
- dobrowolność: zgłoszenie woli poprawy funkcjonowania jest dobrowolne (chociaż akredytacja jest obligatoryjna w niektórych krajach, na przykład we Francji)
- niezależność i autonomia decyzji akredytacyjnej: ocena jest oparta na znanych, opublikowanych, multidyscyplinarnych standardach akredytacyjnych, a decyzje przyznania lub odmowy akredytacji podejmowane są zazwyczaj przez autonomiczne organy decyzyjne
- standardy powinny spełniać określone kryteria: istotność (dotyczą obszarów, mających istotny wpływ na jakość i bezpieczeństwo opieki), zrozumiałość, mierzalność i charakter edukacyjny (ukierunkowujący praktykę). Nieliczne standardy dotyczą struktury, większość odnosi się do procesu i wyniku opieki.
- ocena koleżeńska (ang. peer review): wizytatorzy akredytacyjni to praktykujący lekarze, pielęgniarki, administratorzy. Istotna jest wymiana doświadczeń, nakierowana na poprawę i edukację.
- cykliczność oceny: poprawa zakłada ciągłe doskonalenie, dlatego model akredytacji oparty jest na regularnie planowanych i cyklicznie przeprowadzanych przeglądach
- samoocena: funkcjonuje w wielu programach. Służy do identyfikacji obszarów poprawy, określa poziom dostosowania do wymogów standardów akredytacyjnych. Użyteczna w fazie przygotowawczej.
- zgodność z procedura akredytacyjną, ustaloną i jawną, która określa tryb zgłoszenia, zasady przygotowania do przeglądu, przebieg wizytacji, kryteria oceny, metodologię procesu decyzyjnego w zakresie przyznawania lub odmowy akredytacji dla szpitali.

## Polskie regulacje prawne
Dobrowolne uczestnictwo jednostek medycznych w procesie akredytacji reguluje ustawa o akredytacji w ochronie zdrowia z dnia 6 listopada 2008 roku. Art. 3 tej ustawy mówi, że podmiot udzielający świadczenia zdrowotne może ubiegać się o udzielenie akredytacji po wcześniejszym złożeniu wniosku u ministra właściwego do spraw zdrowia.
Pozostałe regulacje prawne dotyczące standardów akredytacyjnych w Polsce to:
- ustawa z dnia 24 kwietnia 2009 r. Przepisy wprowadzające ustawę o prawach pacjenta i Rzeczniku Praw Pacjenta, ustawę o akredytacji w ochronie zdrowia oraz ustawę o konsultantach w ochronie zdrowia
- rozporządzenie Ministra Zdrowia z dnia 6 sierpnia 2009 roku w sprawie Rady Akredytacyjnej.

Instytucją akredytującą jest Centrum Monitorowania Jakości w Ochronie Zdrowia w Krakowie.